# Zeinheim
Zeinheim – miejscowość i gmina we Francji, w regionie Grand Est, w departamencie Dolny Ren.
Według danych na rok 1990 gminę zamieszkiwało 149 osób, a gęstość zaludnienia wynosiła 61 osób/km² (wśród 903 gmin Alzacji Zeinheim plasuje się na 691. miejscu pod względem liczby ludności, natomiast pod względem powierzchni na miejscu 646.).